# 稲垣勉
稲垣 勉（いながき つとむ、1951年2月20日 - ）は日本の観光学者。立教大学観光学部教授。日本観光研究学会理事。東京都出身。

## 経歴
- 1973年3月 - 立教大学社会学部観光学科卒業
- 1976年3月 - 立教大学大学院社会学研究科応用社会学専攻卒業
- 1982年4月 - 横浜商科大学商学部貿易・観光学科専任講師
- 1986年4月 - 横浜商科大学商学部貿易・観光学科助教授
- 1986年4月 - 立教大学社会学部観光学科助教授
- 1987年4月 - 立教大学社会学部観光学科教授
- 1994年4月 - バージニア工科大学客員教授
- 2000年4月 - ハワイ大学客員教授
- 2009年4月 - タマサート大学客員教授

## 受賞
- 日本観光学会 年間最優秀論文（1983年）

## 著書
- 『ホテル業界上位12社の経営比較:200項目経営比較資料』（共著，教育社，1980年）
- 『観光産業の基礎知識』（日本経済新聞社，1981年）
- 『ホテル旅館の活力経営』（共著，日本商工経済研究所，1985年）
- 『外食産業の知識』（共著，日本経済新聞社，1985年）
- 『ホテル経営用語辞典』（トラベルジャーナル，1990年）
- 『成熟社会における宿泊産業の社会的役割』（レジャー・サービス産業労働情報開発センター，1994年）
- 『ホテル産業のリエンジニアリング戦略』（第一書林，1994年）
- 『暮らしと観光:地域からの視座』（共著，立教大学観光研究所，2009年）